# Quercus tiaoloshanica
Quercus tiaoloshanica är en bokväxtart som beskrevs av Woon Young Chun och Wan Chang Ko. Quercus tiaoloshanica ingår i släktet ekar, och familjen bokväxter.
Artens utbredningsområde är Hainan (Kina). Inga underarter finns listade i Catalogue of Life.